# 宇喜多興家
宇喜多 興家（うきた おきいえ）は、戦国時代の武将。備前国の国人。浦上氏の家臣。宇喜多能家の嫡男とされるが、近年存在も含めて疑問視されている。

## 生涯
浦上氏家臣の砥石城主・宇喜多能家の嫡男として誕生。島村一族の元服前の子供衆と諍論の挙げ句殺害されたと見られる。この際、喧嘩両成敗で子供衆も殺害され、その調停に島村盛貫が携わった。
この興家殺害事件は、伝承の中で盛貫による興家殺害、さらに盛貫の名前が誤記された盛実、史料上確認できない観（貫）阿弥による能家殺害、そこから直家による仇討ち談へと説話・物語として発展していった。『備前軍記』より28年、『天神山記』より41年早く成立し、能家が葬られたと伝わる邑久郡大賀島寺の『宇喜多元家甲冑記』では「能家之子を興家といふ、島村某か為に敗られ卒す」と記され、甲冑記に先行する『西国太平記』『宇喜多系図』『吉備前鑑』では、いずれも観（貫）阿弥が殺害したのは直家の父としている。
宇喜多家ゆかりの光珍寺の過去帳では、興家の命日は「天文五年六月晦日」。

## 説話
大永4年（1524年）、父・能家より家督を譲られるが、天文3年（1534年）に父が島村盛実により砥石城を攻められ自害すると、子・直家を連れ備後国鞆津まで落ち延びる。
後に備前福岡の豪商・阿部善定に庇護されると、善定の娘を娶り、忠家、春家の男児2人に恵まれた。なお、『常山紀談』では興家は愚であったため、阿辺定善に養われて牛飼童となり、年経て召使ふ下女を娶わせて子が3人、直家・忠家・春家としている。
天文5年（1536年）に病死した。なお、没年は天文9年（1540年）とする説もある。また家臣たちに暗愚と言われ、そのストレスで自害し、このことが家臣や嫡子・直家の混乱を招くと考えた正室や側妻、重臣らが自害したことを隠すため病死したと嘘をついたという説もある。ただ、直家は興家が自害したことを見抜いていたともいう。
既に家督を譲られ家長となっていたにもかかわらず、抵抗もせず城を明け渡し逃亡したことを受け、興家は暗愚であったと後世評されるが、宇喜多の家名や幼い直家を守るためにあえて暗愚を装っていたという説もある。

## 興家の家督継承に関する新展開
興家の名前が初めて登場するのは、直家の時代から150年ほど経った『和気絹』であり、延宝6年（1678年）に記された『西国太平記』では「父某が島村観阿弥に殺された」と記されている。
加えて、近年発見された文書によれば、天文10年〜同12年（1541年〜1543年）に、山科言継が山科家領の年貢催促を晴政（赤松晴政あるいは中山晴政）と宇喜多和泉守に依頼している。この文書によって、同時期まで能家が生きていた、あるいは能家の後継者の宇喜多和泉守が後継者として活躍していたことが確認でき、同時に興家の宇喜多家継承や能家との親子関係も疑問視されるようになった。